# 1930年4月13日月食
1930年4月13日月食为一次在协调世界时1930年4月13日出現的月偏食。該次月食半影食分為1.132、全影食分為0.112。偏食維持了38分。

## 概述
這次月食的食分是13.42，偏食維持了38分。

## 基本參數
- 類型：月偏食
- 食甚資料：
  - 日期：1930年4月13日
  - 時間：5:59
  - 月球位置：赤經13.42度、赤緯-8.0度
  - 食分：半影食分：1.132、全影食分：0.112
  - 持續時間：偏食38分

## 外部連結
- NASA月食專頁（页面存档备份，存于）（英文）